# Irena Radović
Irena Radović, née le 21 avril 1978 à Podgorica au Monténégro, est une femme politique et diplomate monténégrine.
Elle a été ambassadeur du Monténégro en France, accréditée auprès de Monaco et d'Andorre, de décembre 2010 à janvier 2015.

## Biographie

### Formation
Irena Radović est titulaire d’une maîtrise en économie et business international, obtenue à l'université du Monténégro en 2000. Elle parle couramment l'anglais, le français et l'italien et a de bonnes bases en espagnol, albanais et arabe.

### Carrière professionnelle
En janvier 2007 après un semestre à All Souls College de l'université d'Oxford au Royaume-Uni en tant que professeur vacataire, elle réintègre de nouveau la diplomatie monténégrine en tant que vice-ministre des Affaires étrangères du Monténégro, chargée des Affaires bilatérales jusqu'en octobre 2010. 
En octobre 2010, Irena Radović est nommée par le gouvernement du Monténégro comme ambassadeur du Monténégro en France ainsi qu'auprès de Monaco et d'Andorre. Elle a été remplacée à ces postes depuis janvier 2015 par Mme Dragica Ponorac. 
Elle a aussi exercé les fonctions de représentant permanent du Monténégro auprès de l'UNESCO de novembre 2010 à février 2015 et a siégé pour la période 2011-2013 en tant que vice-président de la 36e Conférence générale de l'UNESCO et élue à l'organe de direction clé de l'Organisation en tant que membre du Conseil exécutif de l'UNESCO pour la période 2011-2015.
Irena Radović a également été la représentante personnelle du président du Monténégro auprès du Conseil permanent de la Francophonie, à l'Organisation internationale de la francophonie (OIF), déléguée permanente du Monténégro auprès du Bureau international des expositions (BIE), et a représenté le Monténégro auprès d'autres organisations internationales basées à Paris, notamment l'OCDE, OIV, OIE, le BIPM et Eutelsat.
Depuis le 15 décembre 2023, Irena Radović est gouverneur de la Banque centrale du Monténégro.

## Distinctions
- Médaille d'or de la Charte de la Ligue universelle du bien public, reçue à Paris, au siège de la Garde républicaine française, en avril 2014[3]pour son implication dans le bien public, les causes humanitaires, et scientifiques (prix décerné aux meilleurs serviteurs du service public et de l’humanité). L'ambassadrice Irena Radović devient la première femme du Monténégro à recevoir cette prestigieuse reconnaissance internationale[réf. nécessaire].
- Chevalier de l'ordre de Saint-Charles (Monaco), nommée par ordonnance souveraine du 15 décembre 2014[4], « pour ses efforts et l'approche proactive marquant l'histoire des relations avec Monaco et contribuant de manière significative à la promotion de la coopération. »
- Lauréate du prix « 19 Décembre »[réf. nécessaire].